# Mohamed Said Fazul
Mohamed Said Fazul (* 18. September 1960) war vom 19. Mai 2002 bis zum 1. Juli 2007 Gouverneur der komorischen Insel Mohéli.

## Leben
Bis zu seiner Ernennung zum Gouverneur von Mohéli durch Präsident Azali Assoumani im März 2001 arbeitete er als Apotheker und unterrichtete Naturwissenschaften an einer Hochschule in Fomboni. Seine Position als Gouverneur der Insel und die Unterstützung von Azali kamen ihm zugute, als er seinen Konkurrenten Mohamed Hassanaly in der zweiten Runde der Gouverneurswahlen von Mohéli am 7. April 2002 besiegte, obwohl Hassanally in der ersten Runde mehr Stimmen erhalten hatte.
Nach zwei Wahlgängen im Juni 2007 wurde er von Mohamed Ali Said besiegt, der am 1. Juli sein Amt antrat.
Bei der Präsidentschaftswahl auf den Komoren 2010 verlor er im zweiten Wahlgang gegen Ikililou Dhoinine.